# Административно деление на Република Южна Африка
Република Южна Африка е разделена на 9 провинции.
В навечерието на общите избори от 1994 г. бившите бантустани са интегрирани отново и 4-те съществуващи провинции са разделени на 9 нови провинции. През декември 2005 г. 12-а добавка към конституцията променя границите на 7 от провинциите. На 18 август 2006 Конституционният съд постановява, че част от 12-ата добавка, определяща преминаването на Мататиле от Квазулу-Натал към Източната капска провинция не е конституционно поради недостатъчна консултация. 

## Провинции
Провинциите (номерирани като на картата, столиците в скоби) са, както следва:
- 1.Западен Кейп (главен град Кейптаун)
- 2.Северен Кейп (главен град Кимбърли)
- 3.Източен Кейп (главен град Бишо)
- 4.Квазулу-Натал (главен град Питермарицбьорг)
- 5.Фрайстат (главен град Блумфонтейн)
- 6.Северозападна провинция (главен град Мафикенг)
- 7.Гаутенг (главен град Йоханесбург)
- 8.Мпумаланга (главен град Нелспройт)
- 9.Лимпопо (главен град Полокване)

## Окръзи
| - Западен Кейп 1. Кейптаун 2. Западен Коуст 3. Кейп Уайнландс 4. Оверберг 5. Идън 6. Централен Кару - Източен Кейп 7. 8. Какаду 9. Анатоле 10. 11. 12. О. Р. Тамбо 13. Алфред Нзо - Фрайстат 14. 15. 16. 17. 18. - Северен Кейп 19. Намаква 20. 21. Сиянда 22. Франсес Баард 23. Кгалагади - Северозападна провинция 24. 25. 26. 27. | - Гаутенг 28. Западен Ранд 29. Йоханесбург 30. 31. 32. 33. Претория - Лимпопо 34. Мопани 35. 36. Каприкорн 37. Ватерберг 38. - Мпумаланга 39. 40. 41. - Квазулу-Натал 42. Амаджуба 43. Зулуланд 44. 45. 46. 47. 48. Умгунгундлову 49. 50. 51. Угу |

## История
От основаването на Южноафриканския съюз през 1910 г. Южна Африка има четири провинции, състоящи се от частите, съществували преди Втората бурска война: две британски колонии (Капската колония и колонията Натал и две бурски републики (Оранжевата свободна държава и Трансвалската република). Сегрегацията на черното население започва още от 1913 г., със собственост върху земя от черното мнозинство, ограничена до определени райони с обща площ около 13% от страната. От късните 1950 години тези райони постепенно са обединени в бантустани, които служат като де юре национални държави на черното население през ерата на апартейда. През 1976 г. бантустанът Транскей първи приема независимост от Южна Африка и, въпреки че тази независимост никога не е призната от която и да е друга държава, три други бантустана го последват.

### Стари провинции
- Провинция Нос Добра надежда (Кейптаун)
- Натал (Питермарицбург)
- Оранжева свободна държава (Блумфонтейн)
- Трансваал (Претория)

### Бантустани, обявили независимост
Тези независими бантустани са наричани „ТВБЦ държави“:
- Бопутатсвана (Ммабато). Обявена за независима през 1977 г.
- Цискей (Бишо). Обявена за независима през 1981 г.
- Транскей (Umtata). Обявена за независима през 1976 г.
- Венда (Тохоянду). Обявена за независима през 1979 г.

### Зависими бантустани
- Газанкулу (Гияни)
- Кангаване (Луивил)
- Квандебеле (Сиябусва)
- Квазулу (Улунди)
- Лебова (Лебовакгомо)
- Кваква (Путадиджаба)